# Bałtycka Formuła 3
Bałtycka Formuła 3 – cykl wyścigów samochodowych odbywających się w ZSRR w latach 1968–1987.

## Historia
Pierwsze mistrzostwa przeznaczone dla kierowców Litewskiej SRR, Łotewskiej SRR i Estońskiej SRR odbyły się w 1968 roku. Ich zwycięzcą został Jaan Küünemäe. Początkowo na sezon składały się dwa wyścigi. W 1970 roku o mistrzostwie decydował pojedynczy wyścig, który był organizowany na torze Bikernieki. W roku 1971 zorganizowano łączone mistrzostwa Formuły 1, 2 i 3.
W latach 1972–1978 nie rozgrywano mistrzostw Bałtyku. Kolejna edycja odbyła się w 1979 roku w Bikerniekach, a wygrał ją Mati Pentus. W tamtym okresie mistrzostwa Bałtyku były łączone z mistrzostwami Litwy, Łotwy czy Estonii. Ostatnia edycja odbyła się w 1987 roku, po czym Formułę 3 zastąpiono Formułą Mondial.
Po rozpadzie ZSRR serią wyścigową typu formuła dla kierowców z Litwy, Łotwy i Estonii była Formuła Baltic.

## Mistrzowie
| Sezon       | Mistrz                    | Zespół                    | Samochód                  |
| ----------- | ------------------------- | ------------------------- | ------------------------- |
| 1968        | Jaan Küünemäe             | Kalev Kohtla-Järve        | Estonia 9-Wartburg        |
| 1969        | Enn Griffel               | Kalev Tallinn             | Estonia 9M-Wartburg       |
| 1970        | Henry Saarm               | DOSAAF Tallinn            | Estonia 9M-Wartburg       |
| 1971 – 1978 | mistrzostw nie rozgrywano | mistrzostw nie rozgrywano | mistrzostw nie rozgrywano |
| 1979        | Mati Pentus               | DOSAAF Tallinn            |                           |
| 1980        | Edgar Aavik               | Kalev Tallinn             | Estonia 19-Łada           |
| 1981        | Avo Soots                 | Kalev Tallinn             | Estonia 20-Łada           |
| 1982        | Peep Kosk                 | DOSAAF Tallinn            | Estonia 20-Łada           |
| 1983        | Sergejs Pugačs            | DOSAAF Ryga               | Estonia 20-Łada           |
| 1984        | Urmas Haamer              | Jõud Harju                | Estonia 20-Łada           |
| 1985        | Urmas Haamer              | Jõud Harju                | Estonia 20-Łada           |
| 1986        | Avo Soots                 | Kalev Tallinn             | Estonia 21M-Łada          |
| 1987        | Avo Soots                 | Kalev Tallinn             | Estonia 21M-Łada          |